# Tamlouka
Tamlouka è un comune dell'Algeria, situato nella provincia di Guelma.